# Aleksiej Driejew
Aleksiej Siergiejewicz Driejew, ros. Алексей Сергеевич Дреев (ur. 30 stycznia 1969 w Stawropolu) – rosyjski szachista, arcymistrz od 1989 roku.

## Kariera szachowa
Pierwszy medal mistrzostw świata zdobył w wieku 14 lat, zostając w Bucaramandze mistrzem świata juniorów do lat 16. To samo osiągnięcie powtórzył rok później, zwyciężając w turnieju rozegranym w Champigny-sur-Marne. Również w roku 1984 zdobył srebrny medal na rozegranych w Kiljavie mistrzostwach świata juniorów do lat 20. Kolejny sukces odniósł w roku 1988, zwyciężając (wraz z Borisem Gelfandem) w młodzieżowych mistrzostwach Europy w Arnhem. Początek lat 90. przyniósł mu duże sukcesy w rozgrywkach o mistrzostwo świata: w roku 1990 podzielił miejsce I-IV w turnieju strefowym we Lwowie, otrzymał tytuł arcymistrza i zakwalifikował się do turnieju międzystrefowego w Manili. Turniej ten zakończył na XI miejscu, ostatnim dającym awans do meczów pretendentów. W I rundzie spotkań pretendentów spotkał się w roku 1991 w Madras z Viswanathanem Anandem, któremu jednak wysoko uległ 1½ – 4½.
Znaczące rezultaty w następnych latach:
- 1995 – Biel (I m.), Wijk aan Zee (I m.)
- 1996 – Reggio Emilia (I-III m.),
- 1999 – Linares open (I-II m.), Úbeda open (I-II m.), Shenyang (I-II m.)
- 2000 – Hastings (II-III m.), Essen (I-III m.), Pekin (I-IV m.), Neum (I w mistrzostwach Europy w szachach błyskawicznych i II w mistrzostwach w szachach szybkich)
- 2001 – Dos Hermanas (I-II m.)
- 2002 – Biel (II-III m.), Hajdarabad (III-IV m., Puchar Świata FIDE)
- 2003 – Dos Hermanas (I-II m.), Esbjerg (I-III m., turniej The North Sea Cup), Tallinn (II-III m., memoriał Paula Keresa)
- 2004 – Reykjavík open (I m.), Moskwa (III m., mistrzostwa Rosji)
- 2005 – awans do czołowej szesnastki Pucharu Świata[4]
- 2007 – Nowe Delhi open (I m.)[5]
- 2008 – Moskwa (Aerofłot Open, II-III m.),
- 2010 – Bhubaneswar (open, dz. I m.), Richardson (I m.),
- 2011 – Pieve di Cento (open, I-II m.),
- 2013 – Dżakarta (open, I m.)[6].

W 2011 r. zdobył w Warszawie tytuł wicemistrza Europy w szachach błyskawicznych.
Pięciokrotnie wystąpił w mistrzostwach świata FIDE, rozgrywanych systemem pucharowym, za każdym razem awansując co najmniej do 1/8 finału:
- 1997 – Groningen – awans do V rundy (najlepszej ósemki świata), w której przegrał z Borisem Gelfandem
- 1999 – Las Vegas – awans do IV rundy, w której przegrał z Michaelem Adamsem
- 2000 – New Delhi – awans do IV rundy, w której przegrał z Weselinem Topałowem
- 2001 – Moskwa – awans do IV rundy, w której przegrał z Viswanathanem Anandem
- 2004 – Trypolis – awans do IV rundy, w której przegrał z Leinierem Domínguezem

W swoim dorobku posiada 10 medali zdobytych podczas najważniejszych drużynowych rozgrywek szachowych:
- drużynowe 3 złote (1992, 1994, 1996) i 1 srebrny medal (2004) na olimpiadach szachowych (5 startów w latach 1992–2004)
- drużynowe 2 złote (1997, 2005), 1 srebrny (2001) i 1 brązowy (1993) oraz indywidualnie 1 złoty medal (1993 – na V szachownicy) na drużynowych mistrzostwach świata (4 starty w latach 1993–2005),
- drużynowy 1 złoty medal (1992) w drużynowych mistrzostwach Europy (2 starty w latach 1992 i 2005).

Najwyższy ranking w dotychczasowej karierze osiągnął 1 lipca 2011 r., z wynikiem 2711 punktów zajmował wówczas 31. miejsce na światowej liście FIDE, jednocześnie zajmując 7. miejsce wśród rosyjskich szachistów.